# 加瑙尔
加瑙尔（Ganaur），是印度哈里亚纳邦Sonipat县的一个城镇。总人口29005（2001年）。

## 人口
该地2001年总人口29005人，其中男性15597人，女性13408人；0—6岁人口4271人，其中男2390人，女1881人；识字率67.72%，其中男性为74.87%，女性为59.39%。